# Phare de Punta Borinquen
Le phare de Punta Borinquen (en anglais : Punta Borinquen Lighthouse) est un phare actif situé dans l'ancienne Ramey Air Force Base (en) de Aguadilla, à Porto Rico, en mer des Caraïbes. Il est géré par l'United States Coast Guard.
Il est référencé dans le registre national des lieux historiques sous la tutelle du Gouvernement fédéral des États-Unis depuis le 22 octobre 1981.

## Histoire
La station de signalisation maritime a été créée en 1889 par le gouvernement espagnol. Avec l'ouverture du canal de Panama en 1914, le phare devenait "l'aide à la navigation la plus importante sur la route entre l'Europe et le Panama". En 1917, le Congrès des États-Unis a octroyé des fonds pour la construction d’un nouveau phare sur les hauteurs.
Mais avant que ne commence la construction de la nouvelle structure, le phare d'origine avait été gravement endommagé par le tremblement de terre de 1918 qui avait frappé l'ouest de l'île.
La construction du nouveau phare a été achevée en 1922. Il se situe au nord d'Aguadilla, adjacent au terrain de golf construit sur l'ancienne base aérienne. Ce phare reste une aide active à la navigation et comporte une installation de logement pour la garde côtière des États-Unis qui s'en sert comme maison de vacances pour son personnel. L'ancienne lentille de Fresnel a été retirée en 1947. Il est automatisé depuis 1976 et fonctionne avec un Aerobeacon DCB-224.

## Description
Ce phare  est une tour cylindrique en pierre, avec une galerie et une balise de 18 m de haut, attenante à une ancienne maison de gardien. La tour est peinte en blanc. feu à occultations émet, à une hauteur focale de 89 m, deux brefs éclats blancs de 0.5 seconde par période de 15 secondes. Sa portée est de 24 milles nautiques (environ 44 km).
|                 |
| Le phare actuel |

|                    |
| Le phare d'origine |

## Caractéristiques dufeu maritime
Fréquence : 15 secondes (W)
- Lumière : 0.5 seconde
- Obscurité : 4 secondes
- Lumière : 0.5 seconde
- Obscurité : 10 secondes

Identifiant : ARLHS : PUR-013 ; USCG : 3-30715 - Amirauté : J5490 - NGA : 110-14420 .

### Lien connexe
- Liste des phares de Porto Rico